# Малиновка (Саянский район)
Малиновка — село в Саянском районе Красноярского края. Административный центр Малиновского сельсовета.

## История
Основано в 1905 году. В 1926 году состояло из 81 хозяйства, основное население — белорусы. Центр Малиновского сельсовета Агинского района Канского округа Сибирского края.

## Население
| 1926 | 2010 |
| ---- | ---- |
| 473  | ↘231 |